# Ethel Catherwood
Pour les articles homonymes, voir Catherwood.

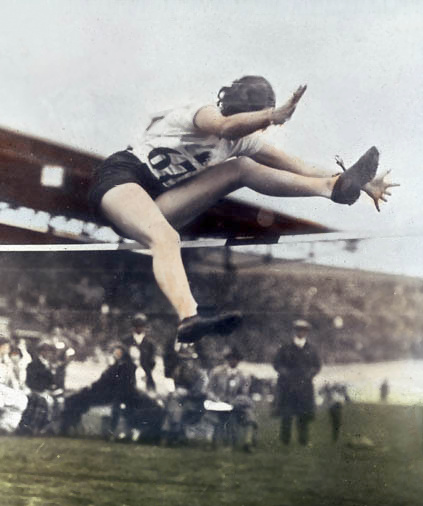
Aux Jeux olympiques d'été de 1928.

Ethel Catherwood (née à Hannah dans le Dakota du Nord le 28 avril 1908 - décédée à Grass Valley (Californie) le 26 septembre 1987) est une athlète canadienne pratiquant le saut en hauteur.

## Biographie
Née à Hannah un hameau du Dakota du Nord situé à 3 km de la frontière canadienne, elle a grandi à Saskatoon en Saskatchewan au Canada.
Elle excelle alors au baseball, au basketball et en athlétisme.
En 1926, elle égale le record canadien de saut en hauteur aux championnats de Saskatoon. Le 6 septembre suivant, avec un saut à 1,58 m, elle améliore de 3 cm le record mondial battu juste un mois auparavant par la Britannique Phyllis Green. Elle devait à son tour céder le record à la Sud-africaine Marjorie Clark un an plus tard, mais le 2 juillet 1928 lors des championnats d'athlétisme du Canada à Halifax, elle parvint à égaler le record de Clark à 1,60 m. Cette même année, aux Jeux olympiques d'Amsterdam, elle remporta la médaille d'or de saut en hauteur avec une performance à 1,59 m. Tous ces sauts étaient exécutés « en ciseau », comme on peut le voir sur la photo ci-contre.
Sa beauté lui valait aussi un engouement particulier dans les médias, qui la surnommaient « le Lis de Saskatoon » (Saskatoon Lily) : un correspondant du New York Times la qualifia de « plus belle athlète des Jeux olympiques » de 1928. Ces Jeux furent les premiers où la participation des femmes était admise ; Ethel Catherwood y avait été sélectionnée avec cinq autres athlètes canadiennes, que les médias baptisèrent les Matchless Six, les « Six imbattables ».
À son retour au Canada, on lui proposa de faire du cinéma mais elle préféra s'inscrire à des études commerciales et partit vivre en Californie. La presse épiait ses faits et gestes : son mariage secret à Reno avec James McLaren et son rapide divorce défrayèrent d'abord la chronique. Elle se remaria avec Byron Mitchell (de qui elle devait divorcer en 1960). En 1955, le pays dont elle avait défendu les couleurs lui rendit un hommage particulier avec la création du Temple de la renommée des sports du Canada. Harcelée par les journalistes, elle finit par admettre qu'elle n'était pas née dans le comté d'Haldimand en Ontario mais à Hannah dans le Dakota du Nord, en 1908, ses parents n'ayant déménagé à Scott, en Saskatchewan, qu'en 1910 ; qu'elle avait envisagé de concourir pour les États-Unis aux Jeux olympiques de 1932 ; qu'elle avait revendu ses trophées et médailles. Elle refusa désormais les interviews.